# 奥特地区圣马尔
奥特地区圣马尔（法語：Saint-Mards-en-Othe，法語發音：[sɛ̃ maʁ ɑ̃.n‿ɔt]），或纯音译作圣马尔昂诺特，是法国奥布省的一个市镇，属于特鲁瓦区。

## 地理
奥特地区圣马尔（48°10'22"N, 3°47'57"E）面积31.4 平方千米，位于法国大東部大區奥布省，该省份为法国中北部省份，北起马恩省，西接塞纳-马恩省，西南至约讷省，东南至科多尔省，东临上马恩省。
与奥特地区圣马尔接壤的市镇（或旧市镇、城区）包括：谢讷日、奥特地区马赖、奥特地区诺让、奥特地区维勒穆瓦龙、奥特地区伯尔、索尔默里、艾克斯-维勒莫尔-帕利斯。

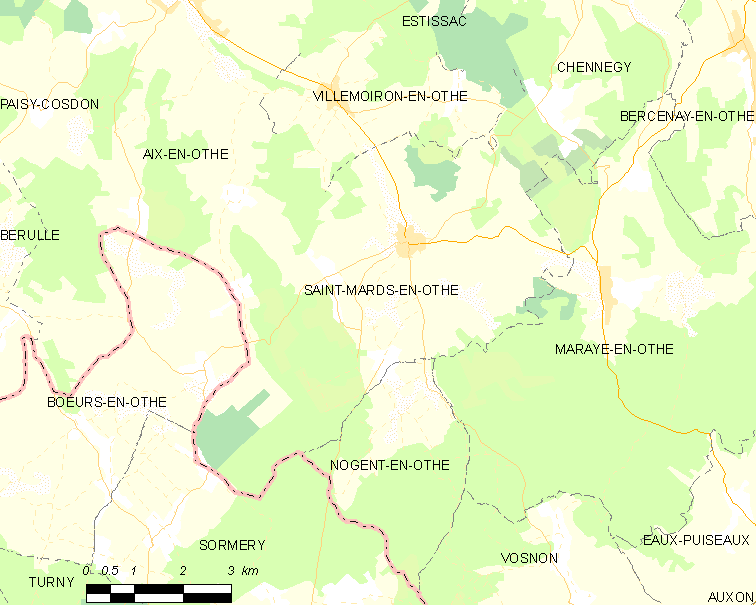
奥特地区圣马尔的OSM定位图

奥特地区圣马尔的时区为UTC+01:00、UTC+02:00（夏令时）。

## 行政
奥特地区圣马尔的邮政编码为10160，INSEE市镇编码为10350。

## 政治
奥特地区圣马尔所属的省级选区为艾克斯-维勒莫尔-帕利斯县。

## 人口

1962-2008年间奥特地区圣马尔人口变化图示

奥特地区圣马尔于2022年1月1日时的人口数量为639人。